# Jules Soulan
Jules Soulan (Francia, 16 de junio de 1994) es un jugador profesional francés de rugby que se desempeña en la posición de apertura en Union Sportive Oyonnax Rugby, equipo perteneciente a la liga Top 14.

## Carrera
Soulan es un jugador de formación francesa (JIFF). Comenzó su carrera deportiva con el equipo Sporting Union Agen, en el cual jugó siete temporadas (2010-2017), después pasó a Stade Dijonnais (2017-2019), luego a Union sportive Colomiers rugby (2019-2021), posteriormente a Union Sportive Oyonnax Rugby, donde lleva jugando tres temporadas.